# Hyphydrus holmeni
Hyphydrus holmeni är en skalbaggsart som beskrevs av Olof Biström 1983. Hyphydrus holmeni ingår i släktet Hyphydrus och familjen dykare. Inga underarter finns listade i Catalogue of Life.